# Pampushky
Pampushky, plural de pampushka (en ucraniano: пампушка), es un pequeño bollo salado o dulce con levadura, tradicional de la cocina ucraniana.

## Variedades
Los pampushky están hechos de masa de levadura de trigo, centeno o harina de trigo sarraceno. Tradicionalmente se hornean pero también se pueden freír. Los pampushky salados no tienen relleno. Normalmente, son condimentados con salsa de ajo y, a menudo, se sirven como guarnición lado con borsch o uja. Los pampushky dulces se pueden rellenar con frutas, bayas, varenye, powidl o semillas de amapola, y cubrirse con azúcar en polvo.

## Historia
Según William Pokhlyobkin, la tecnología para hacer pampushky apunta a la cocina alemana, y estos bollos posiblemente fueron creados por colonos alemanes en Ucrania. Se extendieron a través del país en la segunda mitad del siglo XIX y más tarde logró el estatus de un plato tradicional ucraniano.

## En la cultura popular
Desde 2008, se han realizado festivales anuales de pampushky alrededor de la época navideña ortodoxa (en enero) en Leópolis.  Durante el festival de 2012, se estableció un récord Guinness al construir el mosaico más grande del mundo hecho de donuts.